# Запределье (фильм)
«Запределье» (англ. The Fall) — американский художественный фильм в жанре фэнтези режиссёра Тарсема Сингха (в титрах — Тарсем), вышедший в свет 9 сентября 2006 года.
Сюжет фильма основан на болгарской киноленте 1981 года «Йо-хо-хо» режиссёра Зако Хескии. Повествование ведётся от лица «ненадёжного рассказчика».

## Сюжет
Голливудский каскадёр Рой Уокер получил травму после неудачного трюка на мосту, и у него отнялись ноги. Он лежит в больнице и от нечего делать сочиняет сказку для маленькой девочки Александрии.
Головорез Чёрный бандит, сбежавший африканский раб Отта Бенга, индиец, итальянский революционер Луиджи и натуралист Чарльз Дарвин — герои его сказки.
Рою отказала любимая девушка, она предпочла встречаться с другим актёром, поэтому единственное желание Роя — это принять смертельную дозу морфия и покончить с собой.
Рой, переживая душевные и телесные муки, заставляет жестоко страдать и героев своей сказки.
Маленькая девочка Александрия сначала была немым свидетелем и слушателем сказки, которую рассказывал ей Рой, но постепенно она всё больше и больше начинает влиять на повествование и на самого автора.
В конце фильма перед Роем — Разбойником в маске стоит нелёгкий выбор: или сдаться и погибнуть или бороться, выжить и встать на ноги. После долгой внутренней борьбы и не без помощи Александрии, Рой выбирает жизнь и повествование, которое грозило превратиться в трагедию, снова обретает черты детской сказки со счастливым концом.

## В ролях

### В главных ролях
- Ли Пейс — Рой Уокер / «Чёрный бандит»
- Катинка Унтару — Александрия
- Джастин Уодделл — медсестра Эвелин / сестра Эвелин
- Даниэль Кальтаджироне — Синклер / губернатор Одиус
- Лео Билл — Дарвин, английский натуралист
- Шон Гилдер[англ.] — Уолт Парди
- Джулиан Блич — Шаман мистического ордена / пожилой пациент
- Маркус Уэсли — Отта Бенга, бывший раб / мороженщик
- Робин Смит — Луиджи / одноногий актёр
- Джиту Верма — Индиец / собиратель апельсинов

### В ролях
- Ким Уйленброк — Доктор / Александр Македонский
- Эйден Литгоу — посланник Александра
- Рональд Френс — Отто
- Эндрю Руссо — г-н Сабатини
- Майкл Хафф — Доктор Уитакер
- Грант Суэнби — Отец Августин
- Эмиль Хостина — отец Александрии / «Голубой бандит»
- Аеша Верман — невеста индийца
- Кетут Рина — Главный Шаман
- Камилла Уолдман — плачущая женщина
- Эльвира Дитсу — мать Александрии
- Эмма Джонстоун — сестра Александрии
- Нико Султанакис — Гораций
- Джон Кеймен — Морти
- Карен Хааке — Элис

## Съёмочная группа
- Авторы сценария:
  - Дэн Гилрой
  - Нико Султанакис
  - Тарсем Сингх
- Режиссёр: Тарсем Сингх
- Оператор: Колин Уоткинсон
- Художник-постановщик: Джед Кларк
- Художник по костюмам: Эйко Исиока
- Монтаж: Роберт Даффи
- Композитор: Кришна Леви[фр.]
- Продюсер: Тарсем Сингх

## Создание
- В одной из сцен фильма главная героиня при выходе из больницы обнаруживает на стене изображение лошади, построенное светом, прошедшим через замочную скважину двери, послужившую в качестве камеры-обскуры. Такой же оптически-световой прием встречается в художественном фильме Андрея Тарковского «Андрей Рублев»

### Места съёмок
|                          |  |  |  |  |
| Съёмочные локации фильма |  |  |  |  |

- Аргентина:
  - Ботанический сад Буэнос-Айреса
- Индия:
  - Лабиринт Джантар-Мантар в Джайпуре
  - Озёрный дворец в Удайпуре
  - Андаманские острова
  - Бангонг-Цо в области Ладакх
  - Buland Darwaza в дворцовом комплексе Фатехпур-Сикри, штат Уттар-Прадеш
  - Агра[3]
  - Магнитный холм в области Ладакх
  - Лунный ландшафт рядом с монастырем Ламаюру в области Ладакх
  - Колодец Чанд Баори в Абанери, штат Раджастан
  - Джодхпур, «Голубой город» в штате Раджастан
  - Умайд-Бхаван, Джодхпур, Раджастан
  - Тадж-Махал
- Индонезия:
  - Убуд, Бали
  - Gunung Kawi, острова Бали
- Италия
  - Капитолийский холм, Колизей, Рим
  - Вилла Адриана, Тиволи
- Турция:
  - Собор Святой Софии, Константинополь
- Фиджи
  - Риф Бабочка
- Чехия
  - Карлов мост в Праге
- Франция:
  - Статуя Свободы в Люксембургском саду Парижа
- ЮАР
  - Госпиталь Волкенберг в Кейптауне